# کارستن امباخ
کارستن امباخ (انگلیسی: Carsten Embach؛ زادهٔ ۱۲ اکتبر ۱۹۶۸) ورزشکار بابسلد اهل آلمان بود.